# Veliki Šiljegovac
Veliki Šiljegovac (en serbe cyrillique : Велики Шиљеговац) est une localité de Serbie située sur le territoire de la Ville de Kruševac, district de Rasina. Au recensement de 2011, elle comptait 2 332 habitants.
Veliki Šiljegovac, officiellement classé parmi les villages de Serbie, est situé au pied du mont Jastrebac, au centre de la vallée de la Ribarska reka. Son nom provient du mot serbe šilježe (шиљеже) qui signifie « le mouton » ; la localité fut ainsi nommée en raison de l'élevage extensif pratiqué autrefois par les habitants de cette région du pays.

## Histoire
La première mention écrite de la Veliki Šiljegovac remonte à 1371, sous le règne du Prince Lazar Hrebeljanović. D'abord consacrée à l'élevage, la localité vit se développer une importante industrie du bois au XIXe siècle, grâce aux forêts environnantes. Elle fut le centre d'une municipalité jusqu'en 1965.

## Démographie

### Évolution historique de la population
| 1948  | 1953  | 1961  | 1971  | 1981  | 1991  | 2002  | 2011  |
| ----- | ----- | ----- | ----- | ----- | ----- | ----- | ----- |
| 2 968 | 3 110 | 3 123 | 3 140 | 3 125 | 2 983 | 2 682 | 2 332 |

|  |